# Krefeld Ravens
Die Krefeld Ravens sind ein Verein für American Football und Cheerleading aus Krefeld in Nordrhein-Westfalen. In der Saison 2025 spielt der Verein in der GFL2 Nord, der zweithöchsten Spielklasse Deutschlands.

## Geschichte
Die Krefeld Ravens wurden im März 2017 von den Brüdern Dino und Aldo Volpe sowie Marcus Felix gegründet. Ursprünglich als Teil des VfR Krefeld organisiert, treten die Ravens seit 2021 als eigenständiger Verein unter dem Namen Krefeld Ravens e.V. auf.

### Herren
Die Krefeld Ravens blieben fünf Jahre lang ungeschlagen, bis sie am 17. September 2022 im Saisonfinale vor 2.000 Zuschauern gegen die Wuppertal Greyhounds verloren. Dadurch verpassten sie den Aufstieg in die Regionalliga. Diese Niederlage und ihre Auswirkungen wurden in der Mini-Serie Unfinished Business dokumentiert.
In der folgenden Saison starteten die Ravens eine neue Siegesserie und schafften 2023 den Aufstieg in die Regionalliga, gefolgt vom Aufstieg in die GFL2 im Jahr 2024. Seit 2023 spielt man im Grotenburg-Stadion.

### Damen
Das Frauenteam der Ravens wurde 2022 gegründet und nahm ein Jahr später erstmals am Spielbetrieb teil. Mit nur einer Niederlage in der ganzen Saison konnten sie sich den Meisterschaftstitel in der Aufbauliga NRW sichern und entschieden sich für den Aufstieg in die 2. Damenbundesliga. In der Saison 2024 erreichten sie den vierten Gruppenplatz und verpassten damit die Teilnahme an den Play-offs. Eine Saison später konnten sie sich vorzeitig den Gruppensieg und damit das Heimrecht im Viertelfinale sichern.

## Spielzeiten
| Saison | Liga                  | S  | N | U | Playoffs                                                        |
| ------ | --------------------- | -- | - | - | --------------------------------------------------------------- |
| 2018   | NRW-Liga West         | 5  | 0 | 1 | Sieg 33:17 @Cologne Falcons II Sieg 28:0 gg. Herne Black Barons |
| 2019   | Landesliga NRW West   | 7  | 0 | 1 |                                                                 |
| 2021   | Verbandsliga NRW West | 4  | 0 | 0 |                                                                 |
| 2022   | Oberliga NRW          | 11 | 1 | 0 |                                                                 |
| 2023   | Oberliga NRW          | 12 | 0 | 0 |                                                                 |
| 2024   | Regionalliga West     | 10 | 0 | 0 |                                                                 |
| 2025   | GFL 2 Nord            |    |   |   |                                                                 |

| Saison | Liga           | S | N | U | Playoffs |
| ------ | -------------- | - | - | - | -------- |
| 2023   | Aufbauliga NRW | 7 | 0 | 1 |          |
| 2024   | DBL2 West      | 3 | 0 | 5 |          |
| 2025   | GFLW2 West     | 8 | 0 | 0 |          |

## Mannschaften
Die Ravens decken alle Altersklassen (U10, U13, U16, U19) ab und haben auch ein Frauenteam. Die Cheerleading-Abteilung läuft unter den Namen „INspire Dancers“ und hat auch ein U15-Team (Juniors) und ein U10-Team (Peewees).